# Choiromyces meandriformis
Espèce
Choiromyces meandriformis est un champignon ascomycète du genre Choiromyces et de la famille des Tuberaceae.